# ビクー・ビティ
ビクー・ビティ (Bikku Bitti) またはベッテ峰 (Bette Peak) は、リビアの最高峰。標高3376m。
チャド国境に近い、サハラ砂漠でも最も到達困難な地域にある。2005年12月にジンジ・ファーレンとチャド人のガイドからなるチームが初登頂に成功した。